# 3062 Рен
3062 Рен (3062 Wren) — астероїд головного поясу, відкритий 14 грудня 1982 року.
Тіссеранів параметр щодо Юпітера — 3,208.